# کارلوس برنارد
کارلوس برنارد (به انگلیسی: Carlos Bernard) بازیگر آمریکایی متولد ۱۲ اکتبر ۱۹۶۲ در اوانستون، ایلینوی است. او بیشتر به خاطر ایفای نقش تونی آلمیدا در سریال ۲۴ شناخته شده است.

## حرفه
او پس از گذراندن دورهٔ دبیرستان خود به دانشگاه هنرهای زیبای سانفرانسیسکو رفت تا به یک انیماتور حرفه‌ای تبدیل شود. اما پس از گرفتن مدرک خود از دانشگاه تصمیم گرفت تا به دنبال رویای زندگی خود یعنی بازیگری برود. پس از این تصمیم شروع به مطالعه و رفتن به کلاس‌ها و شرکت‌های تئاتر در شهرهای اطراف شیکاگو (از جمله شهر Secound City) و هنرستان تئاتر سانفرانسیسکو کرد و در تعدادی تئاتر شرکت کرد. پس از مدتی موفق به دریافت جایزه بهترین کارگردانی تئاتر طرف هفته نامهٔ LA Weekly شد و در مدتی کوتاه توانست به تلویزیون راه پیدا کند.